# Feusisberg
Feusisberg es una comuna suiza del cantón de Schwyz, situada en el distrito de Höfe. Limita al noreste con la comuna de Freienbach, al sur con Einsiedeln, al suroeste con Oberägeri (ZG), al oeste Hütten (ZH), y al noroeste con Wollerau.

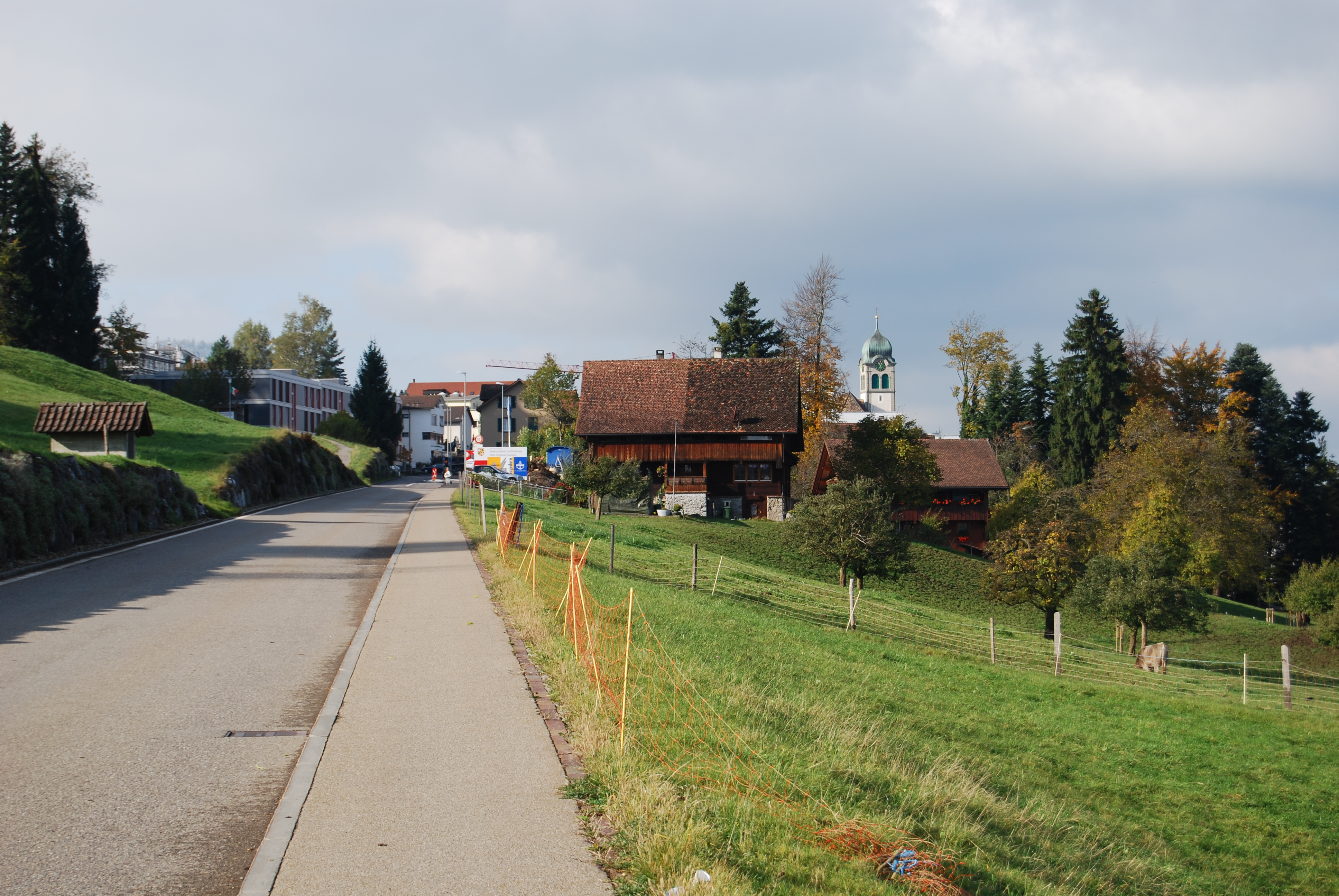
Feusisberg

## Transportes
Ferrocarril
Existe una estación ferroviaria en la comuna donde efectúan parada trenes de cercanías pertenecientes a la red S-Bahn Zúrich.